# Australië op de Olympische Jeugdzomerspelen 2010
Australië nam deel aan de Olympische Jeugdzomerspelen 2010 in Singapore, de eerste editie van de Olympische Jeugdspelen.

## Medailleoverzicht
| Sport                                                                    | Olympiër                                                             | Discipline                   | Medaille |
| ------------------------------------------------------------------------ | -------------------------------------------------------------------- | ---------------------------- | -------- |
| Atletiek                                                                 | Nicholas Hough                                                       | 110 m horden (m)             | Goud     |
| Boksen                                                                   | Damien Hooper                                                        | middengewicht (-75 kg)       | Goud     |
| Hockey                                                                   | hockeyteam                                                           | jongens                      | Goud     |
| Kanovaren                                                                | Jessica Fox                                                          | K1 slalom (v)                | Goud     |
| Zwemmen                                                                  | Nicholas Schafer                                                     | 100 m school (m)             | Goud     |
| Zwemmen                                                                  | Max Ackermann Justin James Nicholas Schafer Kenneth To               | 4× 100 m wissel (m)          | Goud     |
| Zwemmen                                                                  | Emily Selig                                                          | 200 m school (v)             | Goud     |
| Zwemmen                                                                  | Zoe Johnson Emma McKeon Emily Selig Madison Wilson                   | 4× 100 m wissel (v)          | Goud     |
| Atletiek                                                                 | Brandon Starc                                                        | hoogspringen (m)             | Zilver   |
| Atletiek                                                                 | Michelle Jenneke                                                     | 100 m horden (v)             | Zilver   |
| Atletiek                                                                 | Elizabeth Parnov                                                     | polsstokhoogspringen (v)     | Zilver   |
| Basketbal                                                                | Olivia Bontempelli Mikhaela Donnelly Rosemary Fadljevic Hannah Kaser | meisjes                      | Zilver   |
| Boksen                                                                   | Brett Mather                                                         | lichtgewicht (-60 kg)        | Zilver   |
| Roeien                                                                   | Olympia Aldersey Emma Basher                                         | twee zonder (v)              | Zilver   |
| Triatlon                                                                 | Ellie Sathouse                                                       | meisjes                      | Zilver   |
| Zwemmen                                                                  | Kenneth To                                                           | 50 m vrij (m)                | Zilver   |
| Zwemmen                                                                  | Nicholas Schafer                                                     | 50 m school (m)              | Zilver   |
| Zwemmen                                                                  | Kenneth To                                                           | 200 m wissel (m)             | Zilver   |
| Zwemmen                                                                  | Emma McKeon                                                          | 100 m vrij (v)               | Zilver   |
| Zwemmen                                                                  | Emily Selig                                                          | 100 m school (v)             | Zilver   |
| Zwemmen                                                                  | Justin James Emma McKeon Kenneth To Madison Wilson                   | 4× 100 m vrij gemengd team   | Zilver   |
| Gymnastiek                                                               | Angela Donald                                                        | balk (v)                     | Brons    |
| Roeien                                                                   | Matthew Cochran David Watts                                          | twee zonder (m)              | Brons    |
| Zwemmen                                                                  | Kenneth To                                                           | 100 m vrij (m)               | Brons    |
| Zwemmen                                                                  | Max Ackermann                                                        | 50 m rug (m)                 | Brons    |
| Zwemmen                                                                  | Nicholas Schafer                                                     | 200 m school (m)             | Brons    |
| Zwemmen                                                                  | Emma McKeon                                                          | 50 m vrij (v)                | Brons    |
| Zwemmen                                                                  | Emma McKeon                                                          | 200 m vrij (v)               | Brons    |
| Zwemmen                                                                  | Max Ackermann Emma McKeon Emily Selig Kenneth To                     | 4× 100 m wissel gemengd team | Brons    |
| Als lid van een gemengd landenteam (telt niet mee voor landenklassement) |                                                                      |                              |          |
| Paardensport                                                             | Thomas McDermott                                                     | gemengd team                 | Zilver   |
| Triatlon                                                                 | Michael Gosman Ellie Salthouse                                       | gemengd team                 | Zilver   |
| Atletiek                                                                 | Nicholas Hough Raheen Williams                                       | wisselestafette (m)          | Brons    |

Afghanistan · Albanië · Algerije · Amerikaanse Maagdeneilanden · Amerikaans-Samoa · Andorra · Angola · Antigua en Barbuda · Argentinië · Armenië · Aruba · Australië · Azerbeidzjan · Bahama's · Bahrein · Bangladesh · Barbados · België · Belize · Benin · Bermuda · Bhutan · Bolivia · Bosnië en Herzegovina · Botswana · Brazilië · Britse Maagdeneilanden · Brunei · Bulgarije · Burkina Faso · Burundi · Cambodja · Canada · Centraal-Afrikaanse Republiek · Chili · China · Chinees Taipei · Colombia · Comoren · Congo-Brazzaville · Congo-Kinshasa · Cookeilanden · Costa Rica · Cuba · Cyprus · Denemarken · Djibouti · Dominica · Dominicaanse Republiek · Duitsland · Ecuador · Egypte · El Salvador · Equatoriaal-Guinea · Eritrea · Estland · Ethiopië · Fiji · Filipijnen · Finland · Frankrijk · Gabon · Gambia · Georgië · Ghana · Grenada · Griekenland · Groot-Brittannië · Guam · Guatemala · Guinee · Guinee‑Bissau · Guyana · Haïti · Honduras · Hongarije · Hongkong · Ierland · IJsland · India · Indonesië · Irak · Iran · Israël · Italië · Ivoorkust · Jamaica · Japan · Jemen · Jordanië · Kaaimaneilanden · Kaapverdië · Kameroen · Kazachstan · Kenia · Kirgizië · Kiribati · Koeweit · Kroatië · Laos · Lesotho · Letland · Libanon · Liberia · Libië · Liechtenstein · Litouwen · Luxemburg · Macedonië · Madagaskar · Malawi · Malediven · Maleisië · Mali · Malta · Marshalleilanden · Marokko · Mauritanië · Mauritius · Mexico · Micronesië · Moldavië · Monaco · Mongolië · Montenegro · Mozambique · Myanmar · Namibië · Nauru · Nederland · Nederlandse Antillen · Nepal · Nicaragua · Nieuw-Zeeland · Niger · Nigeria · Noord-Korea · Noorwegen · Oeganda · Oekraïne · Oezbekistan · Oman · Oostenrijk · Oost‑Timor · Pakistan · Palau · Palestina · Panama · Papoea-Nieuw-Guinea · Paraguay · Peru · Polen · Portugal · Puerto Rico · Qatar · Roemenië · Rusland · Rwanda · Saint Kitts en Nevis · Saint Lucia · Saint Vincent en Grenadines · Salomonseilanden · Samoa · San Marino · Sao Tomé en Principe · Saoedi-Arabië · Senegal · Servië · Seychellen · Sierra Leone · Singapore · Slovenië · Slowakije · Soedan · Somalië · Spanje · Sri Lanka · Suriname · Swaziland · Syrië · Tadzjikistan · Tanzania · Thailand · Togo · Tonga · Trinidad en Tobago · Tsjaad · Tsjechië · Tunesië · Turkije · Turkmenistan · Tuvalu · Uruguay · Vanuatu · Venezuela · Verenigde Arabische Emiraten · Verenigde Staten · Vietnam · Wit-Rusland · Zambia · Zimbabwe · Zuid-Afrika · Zuid-Korea · Zweden · Zwitserland